# 海梅·奥迪亚莱斯
海梅·奥迪亚莱斯（西班牙語：Jaime Ordiales，1963年12月23日—），墨西哥男子足球运动员，司职中场。他曾代表墨西哥国奥队参加1998年国际足联世界杯，结果队伍止步十六强赛。